# Mohamed Gouda
 Mohamed Gouda  (tiếng Ả Rập: محمد جودة; sinh ngày 15 tháng 8 năm 1979) là một cầu thủ bóng đá người Ai Cập thi đấu ở vị trí tiền vệ cho El-Entag El-Harby ở Giải bóng đá ngoại hạng Ai Cập.

## Sự nghiệp câu lạc bộ
Gouda từng có thời gian thi đấu cùng với Ankaragücü tại Super Lig.

## Sự nghiệp quốc tế
Gouda có 10 lần ra sân cho Đội tuyển bóng đá quốc gia Ai Cập.